# Шоу Чашека!
«Шоу Капхеда!» (англ. The Cuphead Show!) — американский анимационный телесериал, разработанный Дэйвом Вассоном для Netflix на основе видеоигры «Cuphead» от компании Studio MDHR. Чад и Джаред Мольденхауэры, создатели игры, являются исполнительными продюсерами наряду с Уоссоном и С. Дж. Кеттлер.
Премьера первого сезона состоялась на стриминговом сервисе Netflix 18 февраля 2022 года. Второй сезон вышел в эфир 19 августа 2022 года. Третий сезон вышел в эфир 18 ноября 2022 года.

## Сюжет
Действие The Cuphead Show разворачивается в мире островов Чернильницы в стиле 1930-х годов и рассказывает о приключениях Чашека и Кружека, пары антропоморфных братьев-чашечников, которые живут со своим дедушкой в коттедже в форме чайника. Истории братьев часто сосредотачиваются вокруг того, как они пытаются найти выход из различных проблем, иногда встречаясь и взаимодействуя с персонажами из видеоигры. Хотя сериал в основном эпизодический, одним из повторяющихся сюжетов является то, что дьявол охотится за душой Чашека, поскольку он считает, что она по праву принадлежит ему после того, как Чашек проиграл игру по сбору душ «Soul Ball». Весь сериал происходит в отдельной от игры вселенной.

## Роли озвучивали
- Тру Валентино — Чашек, охранник, заключённый-бульдог, гигантский рак, всадник №3
- Фрэнк Тодаро — Кружек, Джерри, автомат со жвачкой, радиоведущий, всадник №4
- Грей Делайл — Мисс Чаша, Доррис, миссис мистер Мэр, Эмма, Отвёртка, Хильда Берг, старушка
- Джо Ханна — Старый Чайник, Сэл Спаддер, свин из злой толпы
- Космо Сегурсон — Свиношкур, Чонси Чонтеней, Левша, попугай, Рыгалка, всадник №1, паук-демон, скорпионы-демоны
- Кейтлин Роброк — Плюющаяся Сью
- Дики Деке — меч, почтальон
- Джим Конрой[англ.] — Олли Балб, Джаспер, Дюк
- Кэнди Майло — Черри и Брендивайн Хайрлум
- Кит Фергюсон — Мискинс, Лампочка
- Крис Уайлд[англ.] — Рибби
- Рик Зифф[англ.] — Квак
- Эндрю Моргадо — Занудник, Шерман, мистер Мэр, билетёр
- Кристина Милизия — Детская бутылочка
- Дэйв Вассон[англ.] — Прихвост, Телефон, зазывала, начальник тюрьмы, трамвайный машинист, мороженщик, всадник №2, циклоп с повязкой, полицейский фотограф
- Зои Мосс — баронесса фон Бон Бон, Уиппет Кримпап[6]
- Гари Энтони Уильямс[англ.] — Квадратус
- Джейсон Ванде Брейк — Капитан Дорогобород
- Крис Кэттэн[англ.] — Ганс Грызун
- Адам Палоян — мисс Циклоп, Гарри
- Натасия Деметриу[англ.] — Кайла Морина
- Мик Уингерт[англ.] — Людвиг, пианино
- Марша Гей Харден — Салли Примадонна
- Мелик Бергер — Белинда, Бонни, шеф Пчела
- Фернандо Пуиг — новичок
- Донн Льюис — Беделия, Бу-Бу
- Уэйн Брэди[англ.] — Шестигранный Король[7]
- Люк Миллингтон-Дрейк — Дьявол

## Производство
В июле 2019 года Netflix дал сериалу «зелёный свет». Чад и Джаред Мольденхауэры из Studio MDHR являются исполнительными продюсерами и наряду с С. Дж. Кеттлер из компании King Features Syndicate, Дэйвом Вассоном и Космо Сегурсоном. Клэй Морроу и Адам Палоян выступают курирующими режиссёрами. Работу над анимацией выполняла студия Lighthouse Studios. Впервые о сериале было объявлено на Международном фестивале анимационных фильмов в Анси в июне 2020 года, тогда же стало известно, что музыку написал Эго Плам.

## Релиз
Первый сезон сериала, состоящий из 12 эпизодов, вышел на Netflix 18 февраля 2022 года. Было заказано производство 36 эпизодов, разделённых на три сезона. Премьера второго сезона состоялась 19 августа 2022 года. Премьера третьего и последнего сезона, в который вошло 11 эпизодов, состоялась 18 ноября; первый и последний эпизоды длятся в общей сложности 25 минут, а самым длинным является шестой, чей хронометраж составляет 30 минут.

## Эпизоды
| Сезон | Серии | Серии | Даты показа     | Даты показа     |
| ----- | ----- | ----- | --------------- | --------------- |
| 1     | 12    | 12    | 18 февраля 2022 | 18 февраля 2022 |
| 2     | 13    | 13    | 19 августа 2022 | 19 августа 2022 |
| 3     | 11    | 11    | 18 ноября 2022  | 18 ноября 2022  |

### Сезон 1 (2022)
| № общий | № в сезоне | Название                                        | Режиссёр    | Автор сценария | Дата премьеры   |
| --- | ---------- | ----------------------------------------------- | ----------- | --- | --------------- |
| 1 | 1          | «Дьявольский карнавал» «CarnEvil»               | Адам Палоян | Сюжет : Адам Палоян Телесценарий : Дики Деке, Клэй Морроу, Адам Палоян, Космо Сегурсон, Дэйв Вассон                         | 18 февраля 2022 |
| После того, как Чашек и Кружек случайно уничтожили деревянный забор, который им нужно было покрасить, они отправляются за краской, однако попадают на ярмарку, где Чашек увлекается игрой в ски-болл. Кружек узнаёт, что в случае проигрыша у игрока забирают душу, и та отправляется прямиком к Дьяволу. Узнав, что Чашек часто выигрывает благодаря своей удаче, Дьявол заставляет того проиграть, однако Кружек успевает спасти брата. После погони на территории ярмарки братья уничтожают автомат с игрой и тем самым заставляют души проигравших вернуться в их тела. Дьявол клянётся отомстить Чашеку. Кружек беспокоится из-за факта, что его брату теперь угрожает опасность, однако тот не придаёт этому значения. |            |                                                 |             | |                 |
| 2 | 2          | «Детская бутылочка» «Baby Bottle»               | Клэй Морроу | Сюжет : Кейси Александр и Дэн Бекер Телесценарий : Дики Деке, Клэй Морроу, Адам Палоян, Космо Сегурсон, Дэйв Вассон         | 18 февраля 2022 |
| Старый Чайник уходит по делам и запрещает братьям драться и трогать радиоприёмник. Вскоре после его ухода некто подсовывает под дверь дома ребёнка и оставляет записку с просьбой присмотреть за ним. Младенец начинает доставлять проблемы и устраивать беспорядок, вследствие чего Чашек предлагает избавиться от него. Тем не менее, Кружек осознаёт всю серьёзность ситуации лишь тогда, когда ребёнок отрывает голову его любимому плюшевому медведю и разрушает дом. К тому времени, как вернулся Старый Чайник, ребёнок успокаивается, и герои решают подсунуть его в другой дом. |            |                                                 |             | |                 |
| 3 | 3          | «Рибби и Квак» «Ribby and Croaks»               | Адам Палоян | Сюжет : Бенджамин Аркенд и Иэн Васкес Телесценарий : Дики Деке, Клэй Морроу, Адам Палоян, Космо Сегурсон, Дэйв Вассон       | 18 февраля 2022 |
| Чашек и Кружек ссорятся из-за того, что кто-то съел всё мороженое прошлой ночью. Старый Чайник даёт им пять долларов, чтобы купить ещё. Вместо этого братья натыкаются на клуб на корабле под названием «Мухоловка», которой владеют братья-лягушки Рибби и Квак. Узнав, что на входе бесплатно выдаётся мороженое, братья решают отправиться туда, однако лягушки не пускают их, поскольку у тех не хватает денег, и выкидывают в реку. Чашек и Кружек всё же пробираются на корабль, Рибби и Квак обнаруживают их и пытаются поймать, в процессе уничтожая большую часть клуба. Во время погони братья извиняются друг перед другом за съеденное мороженое, а Рибби и Квак извиняются друг перед другом за частые ссоры. Корабль тонет, лягушки вновь спорят и дерутся, а Чашек и Кружек едят мороженое.                                                                                                  |            |                                                 |             | |                 |
| 4 | 4          | «Держи себя в ручках» «Handle With Care»        | Клэй Морроу | Сюжет : Дэн Бекер и Кеннеди Таррелл Телесценарий : Дики Деке, Клэй Морроу, Адам Палоян, Космо Сегурсон, Дэйв Вассон         | 18 февраля 2022 |
| Во время боя с подушками у Кружека отваливается ручка. После нескольких безуспешных попыток присоединить её обратно Чашек решает воспользоваться клеем, однако так как он закончился, братья отправляются в лавку Свиношкура, чтобы приобрести его. Узнав, что клея в лавке не будет ещё три месяца, Кружек сильно расстраивается. Старый Чайник рассказывает о том, что у мальчика на самом деле отвалилась «молочная ручка», и вскоре на её месте вырастет коренная. Чашек отламывает свою ручку, и перед сном братья кладут их под подушки. Наутро они просыпаются с новыми ручками, которые на самом деле являются старыми, приклеенными обратно Старым Чайником. |            |                                                 |             | |                 |
| 5 | 5          | «Время рисковать» «Roll the Dice»               | Адам Палоян | Сюжет : Бенджамин Аркенд и Иэн Васкес Телесценарий : Дики Деке, Клэй Морроу, Адам Палоян, Космо Сегурсон, Дэйв Вассон       | 18 февраля 2022 |
| Чашек и Кружек бегут за счастливой шиной Старого Чайника и попадают в город, где начинается игровое шоу Шестигранного Короля. Механизмы для игры спроектированы таким образом, что абсолютно никто не может проиграть, и после победы его душа отправляется к Дьяволу. Братья прибывают в зал как раз в тот момент, когда Король выбирает участника следующей игры. Увидев Чашека, Король обещает доставить Дьяволу его душу. Однако Чашек в процессе игры ведёт себя крайне некомпетентно, что приводит Шестигранного Короля в ярость, и тот пытается максимально упростить ему игру. Уничтожив игральные кости, последний этап, Чашек заявляет о своём поражении. Король пытается заставить его выиграть, однако публика понимает, что всё подстроено, и братья отправляются домой. Дьявол увольняет Шестигранного Короля с поста директора шоу, а вместо него назначает на должность Прихвоста.          |            |                                                 |             | |                 |
| 6 | 6          | «Привидений не существует» «Ghosts Ainʼt Real»  | Адам Палоян | Сюжет : Бенджамин Аркенд и Иэн Васкес Телесценарий : Дики Деке, Клэй Морроу, Адам Палоян, Космо Сегурсон, Дэйв Вассон       | 18 февраля 2022 |
| После просмотра фильма о зомби Чашек и Кружек решают срезать путь домой через кладбище. Местные призраки решают повеселиться и пугают братьев. Чашек пытается успокоить Кружека, убеждая его в том, что привидений не существует, однако вскоре они оба понимают свою неправоту, и теперь их преследует различная нечисть. В конце концов, братья падают из окна и теряют сознание. Привидения думают, что убили братьев, однако выясняется, что те притворялись, и им удаётся добраться до дома. Их появление пугает Старого Чайника, и тот начинает отбиваться, думая, что это зомби. |            |                                                 |             | |                 |
| 7 | 7          | «Не шутите с корнеплодами» «Root Packed»        | Клэй Морроу | Сюжет : Карл Хадрика, Зои Мосс и Дэйв Томас Телесценарий : Дики Деке, Клэй Морроу, Адам Палоян, Космо Сегурсон, Дэйв Вассон | 18 февраля 2022 |
| Когда Старый Чайник ломает себе спину, Чашек и Кружек решают присмотреть за его грядками, пока тот спит. Появляется группа овощебанд и обещает братьям присмотреть за посевами, пока те отправляются в кинотеатр. Вернувшись домой ближе к ночи, братья обнаруживают, что их дом превратился в вечеринку овощей. Несмотря на все старания, они не имеют возможности выставить хулиганов за порог. Тогда братья решают воспользоваться слабостью Олли Балба и заставляя его плакать, из-за чего от него исходит запах, заставляющий плакать всех присутствующих. Когда гости уходят, корнеплоды решают досуха выдоить грядки Старого Чайника. Тот возвращается во двор и принимает овощебанды за свои посевы и готовится варить из них суп, чем пугает их и обращает в бегство. |            |                                                 |             | |                 |
| 8 | 8          | «Без свитера жизни нет» «Sweater Off Dead»      | Адам Палоян | Сюжет : Меган Бойд и Фернандо Пуиг Телесценарий : Дики Деке, Клэй Морроу, Адам Палоян, Космо Сегурсон, Дэйв Вассон          | 18 февраля 2022 |
| После того, как Чашек видит страшный сон о Дьяволе, Кружек идёт вместе с ним в лес, чтобы встретиться с мудрецом Квадратусом, который велит сшить свитер из невидимой материи с целью защитить душу Чашека от Дьявола. Тем временем, Дьявол устраивает вечеринку в честь себя, когда появляется секретарь Занудник и напоминает, что у того до сих пор нет души Чашека. Дьяволу это надоедает, и он отправляется за душой Чашека, но не может её забрать, поскольку тот надел на себя невидимый свитер. Он принимает всевозможные облики, которые, как он полагает, заставят Чашека снять свитер, однако Кружек всё понимает. Вскоре Дьявол пытается самостоятельно заставить Чашека снят свитер, но Кружек защищает брата, что злит Дьявола. Он возвращается в Ад и наказывает Занудника, заставляя его организовать пересчёт душ.                                                                         |            |                                                 |             | |                 |
| 9 | 9          | «Свитер — дело тонкое» «Sweater Luck Next Time» | Клэй Морроу | Сюжет : Дэн Бекер и Кеннеди Таррелл Телесценарий : Дики Деке, Клэй Морроу, Адам Палоян, Космо Сегурсон, Дэйв Вассон         | 18 февраля 2022 |
| Дьявол, до сих пор злой из-за свитера, пытается силой заставить Чашека отдать ему его душу. Однако каждый раз, когда он пытается дотронуться до Чашека, он получает удар током. Чашек и Кружек решают прокатиться на новом аттракционе на ярмарке, однако и тут появляется Дьявол. Чашек обещает снять свитер, если тот покрасит их забор. Братья уходят на ярмарку, однако Чашек внезапно рассказывает, что снял свитер. Они пытаются убедить Дьявола в обратном, в то время как Кружек ищет свитер. Дьявол понимает, что его провели, но вовремя появляется Кружек и надевает свитер на него, заставляя того испытывать мучительную боль. Дьявол залечивает раны, а Чашек и Кружек возвращаются домой. |            |                                                 |             | |                 |
| 10 | 10         | «С Кружеком шутки плохи» «Dangerous Mugman»     | Клэй Морроу | Сюжет : Карл Хадрика и Зои Мосс Телесценарий : Дики Деке, Клэй Морроу, Адам Палоян, Космо Сегурсон, Дэйв Вассон             | 18 февраля 2022 |
| Чашек и Кружек приходят в лавку Свинотеку, чтобы сыграть в пинбол на автомате. Свиношкур, которого раздражает издаваемый братьями шум, отправляет их забрать его товар с горы Огнелавус. Кружек боится отправляться туда, однако Чашек даёт ему очки Опасного Дирка, которые дают ему храбрость и уверенность в себе. Упав с водопада, Кружек теряет очки, однако Чашек решает не говорить ему об этом. Братья проходят через джунгли, где Кружек с лёгкостью преодолевает все препятствия, в отличие от брата. Спустя время герои добираются до горы Огнелавус и находят товар, гигантское яйцо. Кружек понимает, что потерял очки и все свои опасные поступки совершал без них. Братья забирают яйцо и приносят его Свиношкуру, который объясняет, что они должны были забрать его одежду из прачечной. Из яйца вылупляется трёхглавый детёныш дракона, и Грим Огнепых сжигает лавку с целью забрать его. |            |                                                 |             | |                 |
| 11 | 11         | «Последний путь» «Dirt Nap»                     | Клэй Морроу | Сюжет : Карл Хадрика и Зои Мосс Телесценарий : Дики Деке, Клэй Морроу, Адам Палоян, Космо Сегурсон, Дэйв Вассон             | 18 февраля 2022 |
| Старый Чайник подслушивает разговор Чашека и Кружека об их домашнем червяке и думает, что стал старым и отвратительным. Он пытается убедить их в обратном, но без толку. Затем он слышит, что братья готовятся избавить червяка от страданий, и думает, что они собираются убить его. Старый Чайник переодевается в солдатскую форму и устанавливает по всему дому ловушки, в то время как Чашек и Кружек хоронят червяка на заднем дворе. Старый Чайник попадает в свои же ловушки и умоляет братьев не убивать его, однако те быстро всё объясняют. |            |                                                 |             | |                 |
| 12 | 12         | «Очаровательная ситуация» «In Charmʼs Way»      | Адам Палоян | Сюжет : Меган Бойд и Фернандо Пуиг Телесценарий : Дики Деке, Клэй Морроу, Адам Палоян, Космо Сегурсон, Дэйв Вассон          | 18 февраля 2022 |
| Случайно наступив на очки Старого Чайника в попытках стащить печенье, Чашек и Кружек отправляются в город, чтобы отнести их в ремонт. Они знакомятся с Мисс Чашей, которая с помощью очарования получает всё бесплатно. Она учит их таким образом добиваться всего, чего они захотят, и все трое вскоре используют эту схему, чтобы проникнуть на фабрику печенья. Они наслаждаются бесплатным печеньем, однако вскоре фабрику окружает полиция, а Чашек и Кружек теряют сознание. Мисс Чаша использует свои призрачную форму, чтобы сбежать, с неохотой оставив их на фабрике. Полицейские пчёлы ловят братьев и сажают их в тюрьму. |            |                                                 |             | |                 |

### Сезон 2 (2022)
| № общий | № в сезоне | Название                                       | Режиссёр    | Автор сценария | Дата премьеры   |
| --- | ---------- | ---------------------------------------------- | ----------- | --- | --------------- |
| 13 | 1          | «Побег из тюрьмы» «Jailbroken»                 | Адам Палоян | Сюжет : Меган Бойд и Фернандо Пуиг Телесценарий : Дики Деке, Клэй Морроу, Адам Палоян, Космо Сегурсон и Дэйв Вассон                               | 19 августа 2022 |
| После своего ареста в финале первого сезона Чашек и Кружек пытаются сбежать из тюрьмы, но безуспешно. Решив, что им не удастся выбраться, Кружек решает сдаться, но Чашек отказывается всё бросать, заявляя, что у него есть надёжный план. Пока Кружек привыкает к тюремной жизни, Чашек пытается самостоятельно сбежать, но оказывается в комнате с электрическим стулом. Из-за своей неудачи Чашек решает тоже сдаться, но Кружек, зная, что такое поведение неприемлемо для брата, заявляет, что у него есть идея, как сбежать. Они пытаются попасть на катер прачечной, но их обнаруживает мисс Циклоп, самый страшный заключённый, которая помогает братьям сбежать, привязывая к своей цепи и запуская её к ним домой. Как только они возвращаются домой, Старый Чайник рассказывает о том, что их подруга (Мисс Чаша) заходила вернуть очки, и что братья наказаны на всю жизнь, с чем они охотно соглашаются, считая, что это лучше, чем сидеть в тюрьме.                                                              |            |                                                |             | |                 |
| 14 | 2          | «Зачарованы и опасны» «Charmed & Dangerous»    | Клэй Морроу | Сюжет : Дэн Бекер и Кеннеди Таррелл Телесценарий : Дики Деке, Клэй Морроу, Адам Палоян, Космо Сегурсон и Дэйв Вассон                              | 19 августа 2022 |
| Мисс Чаша приходит к Чашеку и Кружеку, чтобы извиниться за то, что бросила их, братья рассказывают о том, что были в тюрьме (Мисс Чаша об этом не знала), и они мирятся. Днём они отправляются на конкурс танцев на автомобиле Старого Чайника, а вечером по возвращении домой сталкивается со злой толпой, которая ранее преследовала Мисс Чашу. Кружек решает поговорить с людьми и сообщает, что несмотря на свои хитрости, Мисс Чаша делала их счастливыми. Затем Мисс Чаша принимает свою призрачную форму и нападает на толпу, прежде чем та нападёт на братьев, вследствие чего толпа разбегается. Уходя, Мисс Чаша обещает братьям, что они увидятся вновь. |            |                                                |             | |                 |
| 15 | 3          | «Морское приключение» «A High Seas Adventure!» | Адам Палоян | Сюжет : Меган Бойд, Фернандо Пуиг, Бенджамин Аркенд и Иэн Васкес Телесценарий : Дики Деке, Клэй Морроу, Адам Палоян, Космо Сегурсон и Дэйв Вассон | 19 августа 2022 |
| Прогуливаясь в порту острова Чернильница, Чашек и Кружек забираются на пиратский корабль и случайно уплывают в море. Мальчики знакомятся с владельцем корабля, капитаном Дорогобород, который вовлекает их в поиски своей возлюбленной: Кайлы Морины, полугоргоны-полусирены, известной благодаря своей способности превращать в камень любого, кто к ней приблизится. Когда они добираются до места назначения, Кала превращает Дорогоборода в камень и отправляет корабль в «жуткий залив». Чашек и Кружек приходят в сознание на пляже и решают помочь капитану добраться до сердца Кайлы Морины и сдержать данное ему слово. Встретив Кайлу, Кружек показывает ей подарок, который ей приготовил Соляная Борода. Благодаря силе своей любви к Кайле капитан вновь становится человеком. Тем не менее, Кайла отказывает Дорогобороде в предложении быть его девушкой и решает съесть команду. С целью спасения Кружек выбрасывает подарок Кайлы в воду, чтобы отправиться обратно к берегу.                                  |            |                                                |             | |                 |
| 16 | 4          | «Другой брат» «Another Brother»                | Адам Палоян | Сюжет : Меган Бойд и Фернадо Пуиг Телесценарий : Дики Деке, Клэй Морроу, Адам Палоян, Космо Сегурсон и Дэйв Вассон                                | 19 августа 2022 |
| После ссоры с Кружеком из-за противоположных идеалов Чашек отправляется искать себе другого брата, которым становится сумасшедший мальчик по имени Мискинс. Когда они проводят день веселясь, Чашек понимает, что Мискинс более безумен, чем он сам, и решает уйти от него. Кружек возвращается к Чашеку, чтобы извиниться за своё чересчур осторожное поведение, и они мирятся. |            |                                                |             | |                 |
| 17 | 5          | «Сладкое искушение» «Sweet Temptation»         | Клэй Морроу | Сюжет : Карл Хадрика и Зои Мосс Телесценарий : Дики Деке, Клэй Морроу, Адам Палоян, Космо Сегурсон и Дэйв Вассон                                  | 19 августа 2022 |
| Чашек съедает конфеты Кружека с Хэллоуина, и тот велит ему научиться противиться соблазну. Прогуливаясь по лесу, Чашек обнаруживает Конфетию — мир, в котором всё без исключения сделано из сладостей. Его правительница, баронесса фон Бон Бон, позволяет Чашеку съесть столько, сколько он сам пожелает, при условии, что тот никому не расскажет о Конфетии и не будет есть её замок. Поначалу Чашек отказывается и отправляется домой, чтобы рассказать Кружеку, что усвоил урок, однако увидев, что Кружек всё ещё расстроен из-за произошедшего накануне, он нарушает первое правило баронессы и рассказывает брату о Конфетии. Когда они вдвоём решают побаловать себя сладостями, Кружек случайно нарушает второе правило и откусывает кусок от замка баронессы, вследствие чего они превращаются в конфеты и убегают от преследующей их баронессы, которая рассказывает, что она ест людей и превращает их в сладости. Братья сбегают из Конфетии, но при этом остаются конфетами, и Старый Чайник пытается съесть их. |            |                                                |             | |                 |
| 18 | 6          | «Жуткий человек-мороженое» «The I Scream Man»  | Адам Палоян | Сюжет : Бенджамин Аркенд и Иэн Васкес Телесценарий : Дики Деке, Клэй Морроу, Адам Палоян, Космо Сегурсон и Дэйв Вассон                            | 19 августа 2022 |
| Кружек хочет почитать книгу в тишине и одиночестве, но идиллию несколько раз прерывает назойливый мороженщик. Кружек кричит на него, но вскоре осознаёт свою ошибку и отправляется на его поиски, чтобы извиниться, и выходит из себя ещё сильнее, когда мороженщик спойлерит ему концовку книги. Кружек приходит в ярость и начинает избивать мороженщика. |            |                                                |             | |                 |
| 19 | 7          | «Урок игры на фортепиано» «Piano Lesson»       | Клэй Морроу | Сюжет : Дэн Бекер и Кеннеди Таррелл Телесценарий : Дики Деке, Клэй Морроу, Адам Палоян, Космо Сегурсон и Дэйв Вассон                              | 19 августа 2022 |
| Репетитор Кружека по игре на фортепиано видит талант в Чашеке, что вызывает зависть у его брата. Он пытается саботировать выступление Чашека на конкурсе, но позже узнаёт, что Чашек остаётся дома, а учитель играет ту же мелодию, которую играл Чашек, и присваивает её авторство себе, однако вскоре его раздавливает пианино (которое Кружек установил ранее), и братья мирятся. |            |                                                |             | |                 |
| 20 | 8          | «Вперёд, демоны!» «Release the Demons!»        | Адам Палоян | Сюжет : Бенджамин Аркенд и Иэн Васкес Телесценарий : Дики Деке, Клэй Морроу, Адам Палоян, Космо Сегурсон и Дэйв Вассон                            | 19 августа 2022 |
| В поисках мести за все прошлые унижения Дьявол отправляет на поверхность отряд демонов и Шестигранного Короля, чтобы те забрали душу Чашека. Когда они не справляются с задачей, Дьявол реашет забрать душу Чашека самостоятельно, но Занудник заявляет, что долг на душу Чашека истёк по прошествии 30 дней. Дьявола это раздражает, и он решает сдаться и вернуться в Подземный мир, но лифт выходит из строя. |            |                                                |             | |                 |
| 21 | 9          | «Ни гроша за душой» «Dead Broke»               | Адам Палоян | Сюжет : Меган Бойд и Фернандо Пуиг Телесценарий : Дики Деке, Клэй Морроу, Адам Палоян, Космо Сегурсон и Дэйв Вассон                               | 19 августа 2022 |
| Чашек, Кружек и Мисс Чаша начинают аферу, притворяясь «охотниками за привидениями», чтобы заработать денег на мороженое, но случайно попадают в дом с настоящими призраками, которые долгое время находились в заточении в картинах и теперь собираются поменяться с ними местами. После длительной погони друзьям удаётся поместить четверняшек в картину, спасти свои жизни и вернуться домой. |            |                                                |             | |                 |
| 22 | 10         | «Крысиные дела» «Rat's All, Folks»             | Клэй Морроу | Сюжет : Карл Хадрика, Зои Мосс и Кейси Александр Телесценарий : Дики Деке, Клэй Морроу, Адам Палоян, Космо Сегурсон и Дэйв Вассон                 | 19 августа 2022 |
| Чашек и Кружек собираются приготовить торт для Старого Чайника, но им постоянно мешает мышь Ганс Грызун, обладающая немецким акцентом. Они вступают в сражение с мышью, в процессе уничтожая кухню, и в конце концов Старый Чайник решает сам сразиться с Грызуном, давая ему подписать договор динамитом. Грызун взрывается и вынужден уйти. |            |                                                |             | |                 |
| 23 | 11         | «Улыбочку» «Say Cheese»                        | Клэй Морроу | Сюжет : Дэн Бекер и Кеннеди Таррелл Телесценарий : Дики Деке, Клэй Морроу, Адам Палоян, Космо Сегурсон и Дэйв Вассон                              | 19 августа 2022 |
| Старый Чайник пытается сделать идеальное семейное фото, что оказывается сложнее, чем кажется, когда Чашек и Кружек дерутся друг с другом из-за споров о своих интересах, что впоследствии приводит к раскрытию неприятного секрета из прошлого Старого Чайника. Расстроенный Старый Чайник рассказывает о том, что будучи ребёнком он стал победителем детского конкурса, но из-за этого подвергался унижениям и решил уничтожить все рекламные изображения с собой. Вернувшись домой, братья решают показать всем фото Старого Чайника с рекламы, если тот не выполнит их просьбы. Не желая терпеть унижение, Старый Чайник пытается отобрать камеру, но случайно её уничтожает. Хотя доказательства уничтожены, Старый Чайник гонится за братьями по городу, пытаясь убить их из-за того, что они слишком много знают, и всех троих арестовывают. Братья примиряются со Старым Чайником, когда тот разрешает использовать в качестве семейного портрета фотографию из полицейского архива.                                    |            |                                                |             | |                 |
| 24 | 12         | «Заблудившиеся в лесу» «Lost in the Woods»     | Клэй Морроу | Сюжет : Жюль Бриджес Телесценарий : Дики Деке, Клэй Морроу, Адам Палоян, Космо Сегурсон и Дэйв Вассон                                             | 19 августа 2022 |
| Старый Чайник отправляет Чашека и Кружека в лес, чтобы те накололи дров. Тем не менее, из-за безрассудного поведения Чашека они с Кружеком заблуждаются в лесу и пытаются выживать сами по себе. Во время бродяжничества Чашек находит деревянный дом, построенный Кружеком, и они борются за него, но вскоре понимают, что всё это время находились рядом со своим домом. Кружек извиняется перед Чашеком за то, что злился на него, однако Чашек привязывает его к большой ракете. |            |                                                |             | |                 |
| 25 | 13         | «Трезубец Дьявола» «The Devil's Pitchfork»     | Клэй Морроу | Сюжет : Карл Хадрика и Зои Мосс Телесценарий : Дики Деке, Клэй Морроу, Адам Палоян, Космо Сегурсон и Дэйв Вассон                                  | 19 августа 2022 |
| Узнав, что его репутация в Подземном мире была уничтожена после унижения со стороны Чашека, Дьявол отправляется сеять хаос на острове Чернильница, но забывает свой трезубец в лесу. Чашек и Кружек находят его и решают с его помощью повеселиться в городе. Дьявол узнаёт об этом и требует у Чашека его вернуть, но тот несколько раз бьёт его током, и Дьявол признаётся, что больше не может гоняться за душой Чашека. Последний всё ещё отказывается отдавать трезубец, и тогда первый похищает Кружека, пугая и опустошая Чашека. |            |                                                |             | |                 |

### Сезон 3 (2022)
| № общий | № в сезоне | Название                                               | Режиссёр    | Автор сценария | Дата премьеры  |
| --- | ---------- | ------------------------------------------------------ | ----------- | --- | -------------- |
| 26 | 1          | «Месть Дьявола!» «The Devil’s Revenge!»                | Адам Палоян | Сюжет : Бенджамин Аркенд и Иэн Васкес Телесценарий : Дики Деке, Клэй Морроу, Адам Палоян, Космо Сегурсон и Дэйв Вассон                              | 18 ноября 2022 |
| Чашек не знает, как жить без Кружека. Решится ли он на сделку с Дьяволом, чтобы спасти любимого брата и вернуть его домой?                                   |            |                                                        |             | |                |
| 27 | 2          | «Не открывай дверь» «Don’t Answer The Door»            | Адам Палоян | Сюжет : Фернандо Пуиг Телесценарий : Дики Деке, Клэй Морроу, Адам Палоян, Космо Сегурсон и Дэйв Вассон                                              | 18 ноября 2022 |
| Тук-тук! Опасность поджидает за дверью, когда Старый Чайник отправляется на укладку усов, оставляя нерадивых Чашека и Кружека дома одних.                    |            |                                                        |             | |                |
| 28 | 3          | «Борьба за место на сцене» «Cupstaged»                 | Клэй Морроу | Сюжет : Дэн Бекер и Кеннеди Таррелл Телесценарий : Дики Деке, Клэй Морроу, Адам Палоян, Космо Сегурсон и Дэйв Вассон                                | 18 ноября 2022 |
| Салли Дива устраивает прослушивание для новой захватывающей космической оперы. Но Чашек, Кружек и Дьявол претендуют лишь на одну роль — главную.             |            |                                                        |             | |                |
| 29 | 4          | «Из-под колёс» «Roadkill»                              | Клэй Морроу | Сюжет : Ник Лоуэр и Остин Фейбер Телесценарий : Дики Деке, Клэй Морроу, Адам Палоян, Космо Сегурсон и Дэйв Вассон                                   | 18 ноября 2022 |
| Сбив Дьявола на своей машине, Старый Чайник забирает его к себе, приняв за скромную домашнюю кошку, которую он ласково называет «Миссис Мяу-Мяу».            |            |                                                        |             | |                |
| 30 | 5          | «Идеальная ёлка» «Holiday Tree-dition»                 | Клэй Морроу | Сюжет : Джаред Морган и Зои Мосс Телесценарий : Дики Деке, Клэй Морроу, Адам Палоян, Космо Сегурсон и Дэйв Вассон                                   | 18 ноября 2022 |
| В преддверии Рождества Старый Чайник дает мальчикам важное поручение: выбрать идеальную елку.                                                                |            |                                                        |             | |                |
| 31 | 6          | «Очень дьявольское Рождество» «A Very Devil Christmas» | Адам Палоян | Сюжет : Карл Хадрика, Бенджамин Аркенд, Фернандо Пуиг и Иэн Васкес Телесценарий : Дики Деке, Клэй Морроу, Адам Палоян, Космо Сегурсон и Дэйв Вассон | 18 ноября 2022 |
| Рождество пробуждает худшие качества в Дьяволе, который славится своим дурным нравом… Но затем Дьявол решает попасть в список хороших ребят Санта-Клауса.    |            |                                                        |             | |                |
| 32 | 7          | «Особенная доставка» «Special Delivery»                | Клэй Морроу | Сюжет : Джаред Морган и Зои Мосс Телесценарий : Дики Деке, Клэй Морроу, Адам Палоян, Космо Сегурсон и Дэйв Вассон                                   | 18 ноября 2022 |
| Разбившие окно Свиношкура Чашек, Кружек и Мисс Чаша должны погасить долг, доставив таинственную посылку Рибби и Кваку.                                       |            |                                                        |             | |                |
| 33 | 8          | «Два очка» «Down & Out»                                | Адам Палоян | Сюжет : Бенджамин Аркед, Иэн Васкес и Сэм Кесслер Телесценарий : Дики Деке, Клэй Морроу, Адам Палоян, Космо Сегурсон и Дэйв Вассон                  | 18 ноября 2022 |
| Бывший любимец Дьявола Шестигранный Король потерял свою популярность. Но Чашек, как никто другой, хочет стать его менеджером и помочь ему вернуться.         |            |                                                        |             | |                |
| 34 | 9          | «Поездка с ветерком» «Joyride»                         | Клэй Морроу | Сюжет : Ник Лоуэр и Остин Фейбер Телесценарий : Дики Деке, Клэй Морроу, Адам Палоян, Космо Сегурсон и Дэйв Вассон                                   | 18 ноября 2022 |
| Настало время для веселья со Старым Чайником… Или же нет? При помощи Мисс Чаши Чашек и Кружек устраивают по всему городу настоящие безумства!                |            |                                                        |             | |                |
| 35 | 10         | «Опасные танцы» «Dance With Danger»                    | Клэй Морроу | Сюжет : Джаред Морган и Зои Мосс Телесценарий : Дики Деке, Клэй Морроу, Адам Палоян, Космо Сегурсон и Дэйв Вассон                                   | 18 ноября 2022 |
| Роковое воспоминание рассказывает о том, какой была жизнь Мисс Чаши до того, как она познакомилась с Чашеком и Кружеком.                                     |            |                                                        |             | |                |
| 36 | 11         | «Дьявол и Мисс Чаша» «The Devil & Ms. Chalice»         | Адам Палоян | Сюжет : Бенджамин Аркенд и Майкл Руокко Телесценарий : Дики Деке, Клэй Морроу, Адам Палоян, Космо Сегурсон и Дэйв Вассон                            | 18 ноября 2022 |
| Грандиозный танцевальный конкурс превращается в напряженную игру с высокими ставками, в которой на кону стоит не одна душа. Как всё закончится? Уморительно. |            |                                                        |             | |                |